# Arthur Liebehenschel
Arthur Liebehenschel (ur. 25 listopada 1901 w Poznaniu, stracony 24 stycznia 1948 w Krakowie) – SS-Obersturmbannführer, zbrodniarz nazistowski, komendant hitlerowskich obozów koncentracyjnych Auschwitz-Birkenau i Lublin w latach 1943–1944.

## Życiorys
Urodził się w Poznaniu, gdzie pracował jako kupiec i urzędnik skarbowy. Studiował ekonomię i zagadnienia administracyjne. Uczestniczył w I wojnie światowej, w trakcie której dosłużył się stopnia feldfebela. Po jej zakończeniu wstąpił do freikorpsu Grenzschutz-Ost, którego członkiem był od stycznia do sierpnia 1919. Między 4 października 1919 a 3 października 1931 służył zawodowo w Reichswehrze, po czym w stopniu oberfeldfebela został zdemobilizowany.
Członek NSDAP od 1 lutego 1932 o numerze partyjnym 932 760 i SS od listopada 1932 o numerze ewidencyjnym 39 254 z przydziałem do 27 pułku Allgemeine SS we Frankfurcie nad Odrą.
4 sierpnia 1934 został wcielony do zawodowej służby w Oddziałach Wartowniczych SS (SS-Wachtruppe) i przydzielony do obozu koncentracyjnego Columbia-Haus w Berlinie. Z końcem 1934 roku przeszedł do obozu Lichtenburg, gdzie do 1 sierpnia 1939 piastował stanowisko adiutanta komendanta. Następnie mianowano go kierownikiem wydziału politycznego (Leiter der Politische Abteilung) w Inspektoracie Obozów Koncentracyjnych. Funkcję tę pełnił do 1 maja 1940, a następnie został szefem sztabu w tej strukturze organizacyjnej SS.
15 marca 1942 został funkcjonariuszem SS-WVHA, w którym objął funkcję zastępcy szefa Urzędu D I – Obozy Koncentracyjne (Amt D I – Konzentrationslager). 11 listopada 1943 został przeniesiony – na skutek afery obyczajowej – do Auschwitz, gdzie objął stanowisko komendanta obozu macierzystego (tzw. KL Auschwitz I − Stammlager) i dowódcy miejscowego garnizonu SS – SS-Standortälteste. 19 maja 1944 został komendantem obozu w Majdanku, a po jego likwidacji przeniesiony został do Triestu, pod rozkazy Wyższego Dowódcy SS i Policji na Adriatyckim Wybrzeżu SS-Gruppenführera Odilo Globocnika. W czasie swojej służby w SS odznaczony m.in. Wojennym Krzyżem Zasługi II Klasy z Mieczami, Pierścieniem Honorowym SS oraz Szpadą Honorową SS.

## Po wojnie
Po wojnie został pojmany przez amerykańskie władze okupacyjne w Niemczech i wydany Polsce. W pierwszym procesie oświęcimskim wyrokiem Najwyższego Trybunału Narodowego w Krakowie został skazany 22 grudnia 1947 na karę śmierci i stracony 24 stycznia 1948 w krakowskim Więzieniu Montelupich.

## Literatura
- Autobiografia Rudolfa Hössa, komendanta obozu oświęcimskiego, Warszawa 1989, s. 290-294
- Cyprian Tadeusz, Sawicki Jerzy, Siedem procesów przed Najwyższym Trybunałem Narodowym, Poznań 1962, s. 138, 147, 193-197
- Gumkowski Janusz, Kułakowski Tadeusz, Zbrodniarze hitlerowscy przed Najwyższym Trybunałem Narodowym, Warszawa 1967, biogram s. 94-96.
- Lasik Aleksander, Struktura organizacyjna oraz obsada osobowa stanowisk kierowniczych w obozie koncentracyjnym na Majdanku w latach 1941-1944, (w:) "Zeszyty Majdanka", t. XXII, Lublin 2003, s. 178, 179
- Lasik Aleksander, Sztafety Ochronne w systemie niemieckich obozów koncentracyjnych. Rozwój organizacyjny, ewolucja zadań i struktur oraz socjologiczny obraz obozowych załóg SS, Oświęcim 2007, s. 477, 478
- Schilde Kurt, Tuchel Johannes, Columbia-Haus. Berliner Konzentrationslager 1933-1936, Berlin 1990, s. 38, 49
- Tuchel Johannes, Die Inspektion der Konzentrationslager 1938-1945. Das System des Terrors, Berlin 1994, s. 217